# Историјски архив „Средње Поморавље“ Јагодина
Историјски архив „Средње Поморавље“, Јагодина основан је 6. децембра 1951. године. Од свог оснивања, функција ове установе културе је да прикупља, чува и штити, сређује, обрађује, публикује важну архивску грађу и омогуће њену научну, службену и другу употребу.

## Историјат
Одлуком Градског народног одбора Светозарево, од 6. децембра 1951. године, основана је установа под именом Градска државна архива. Реорганизацијом органа управе (укидањем срезова) марта 1967. године, Историјски архив у Светозареву (данас – Јагодина) постаје међуопштинска установа и добија јурисдикцију над шест општина данашњег Поморавског управног округа: Светозаревом (Јагодина), Ћупријом, Параћином, Свилајнцем, Деспотовцем и Рековцем.

### Градска државна архива
На основу Општег и Републичког закона о државним архивима, Извршни одбор Градског народног одбора среза Светозарево је 6. децембра 1951. године донео Одлуку о оснивању Градске државне архиве у Светозареву. Подручје рада Градске државне архиве обухватало је градове Светозарево, Параћин и Ћуприју и белички, раванички, параћински, ресавски и деспотовачки срез. Градска државна архива је задржала просторије некадашњег Средишта, у одељењу површине 40 m² које је било подељено на магацински и службени простор. Архивалије су повезиване канапом и одлагане на патосу.
Две године после оснивања, Градски народни одбор је одредио две просторије у улици Бошка Ђуричића бр. 10 (зграда Трговинске коморе) за смештај архивске грађе. Један део архивске грађе „републиканског значаја у 15 сандука и 23 кутије од американ. пакета” смештен је у закупљеном простору у улици Хајдук Вељка бр. 9. Архивом је руководио в.д. управник Љубиша Вујић, дотадашњи руководилац Средишта, чиме је обезбеђен континуитет у раду.

### Историјски архив Среза Светозарево
Градску државну архиву у погледу финансирања 1. јануара 1956. године преузима Народни одбор среза Светозарево. Подручје надлежности Архива је задржано и простирало се на 26 општина среза Светозарево. Упоредо са овом променом Градска државна архива 1957. године мења назив у Историјски архив среза Светозарево. Тада је донет први Статут који је дефинисао Архив као „стручну и научну буџетску установу засновану на начелима друштвеног управљања”. Основна функција Архива је да „прикупља, чува и заштићује, сређује, обрађује, публикује важну архивску грађу и омогућује њену научну, службену и другу употребу”. Крајем 1962. године дошло је до статусне промене Архива пошто је Народни одбор среза Крагујевац преузео права оснивача Историјског архива у Светозареву. Наредне године Архив је усељен у нове просторије прилагођене намени на Скверу народне омладине број 1. Организациона структура у Архиву такође је доживела преображај. Повећањем броја радника (десет) попуњени су запостављени одсеци, а одсек сређивања и обраде добио је троје службеника. Наведене статусне и организационе промене су постепено утирале пут ка профилисању архива модерног типа.

## Савремени архив
Закон о управљању у области културе 1968. године и нови Закон о архивској грађи и архивској служби 1967. године, створили су услове да се архивска служба у потпуности развије у складу са новим политичким, државотворним и културним стремљењима. Самоуправљање је потпуно продрло у архивске колективе, чиме је суштински измењена организација рада и управљања. Органи управљања у архивима били су радна заједница, савет, стручно веће и директор. Историјски архив среза Светозарево је, поред наведених промена, добио новог титулара. Укидањем Среза Крагујевац 31. марта 1967. године, право и обавезе оснивача преузела је Скупштина општине Светозарево, а суоснивача СО Ћуприја, Параћин, Деспотовац, Свилајнац и Рековац. Нове просторије архива у некадашњој Учитељској школи „Сретен Аџић” које су усељене крајем априла 1973. године и адаптирана зграда „павиљона” за пословни простор 1975. године као и промена назива 14. децембра 1974. године у Историјски архив „Средње Поморавље”, коначно су дефинисале Архив Јагодине као архив модерног типа.
На територији Поморавског округа, која је у надлежности Историјског архива у Јагодини, данас се налази 910 регистратура, са око 40.000 дужних метара регистратурског материјала.
Тренутно се у депоима Архива чува 449 фондова и 10 збирки, са близу 7000 дужних метара архивске грађе и регистратурског материјала. Највећи број ових фондова је из ХХ века, са статусом архивске грађе од значаја и великог значаја. Знатно мањи број фондова потиче из XIX века, са статусом архивске грађе од изузетног значаја

## Издавачка делатност
Од свог оснивања, 1951. године, до 2018. године, Историјски архив Јагодине, као издавач и суиздавач, објавио је 50 научних и стручних публикација. Овде нису урачунати каталози разних специјализованих изложби, већ само обимније публикације (књиге). У оквиру поменутог броја, Историјски архив Јагодине објавио је 23 монографије и студије, 17 збирки историјских извора (објављене архивске грађе) и 10 бројева специјализованог часописа за историографију и архивистику – Корени.
Током научно-истраживачке и издавачке делатности, покренуте су следеће едиције: Прилози за историју здравства у Јагодинском округу у 19. веку; Извори за Други светски рат у Поморављу, Ресави и Левчу; Извори за историју школства у Поморављу, Ресави и Левчу 1804-1941; Јагодинска нахија 1815-1839 и Пописи становништва и имовине у 19. веку. Архивирано на веб-сајту  (7. јул 2017) У оквиру побројаних едиција, објављене су све збирке историјских извора у издању Историјског архива Јагодине.

## Библиотека
Библиотека Историјског архива „Средње Поморавље” у Јагодини, 2018. године је поседовала 3394 библиографских јединица и 1500 периодичних издања. У Библиотеци се налазе 13 старих и ретких књига од којих је најстарија збирка извора Прибавленије III издата у Бечу 1795. године.